# Zoa Sherburne
Zoa Sherburne (Seattle, 30 de septiembre de 1912 – 10 de octubre de 1995) fue una escritora estadounidense, que se hizo famosa por sus obras de ficción juvenil.

## Primeros años
Sherburne nació en Seattle, Washington y comenzó a escribir desde la escuela primaria. Comenzó a escribir poesía a los 10 años. Su periódico local, el Ballard Tribune, publicó una columna de su poesía llamada "The Gremlin's Say." También comenzó a escribir cuentos, poemas y obras de teatro.

## Carrera
Sherburne llegó a ser una escritora muy prolífica, publicando más de 300 cuentos en diversas revistas. Durante la década de 1950, por sugerencia de su agente, comenzó a escribir libros cuando se percató de que sus cuentos comenzaron a publicarse menos por la crenciente popularidad hacia la televisión.  Publicó un total de trece novelas, las cuales en conjunto han sido traducidas en 27 idiomas. Uno de sus libros, Stranger in the House, que trata sobre una familia que tiene que lidiar con el regreso de su madre de una institución mental, fue adaptada para una película, titulada Memories Never Die (1982). A menudo sus novelas trataban sobre chicas en situaciones complicadas: soportando una madre alcohólica (Jennifer), el nuevo matrimonio de uno de sus padres (Almost April y The Girl in the Mirror), un inesperado embarazo (Too Bad About the Haines Girl), la culpa tras un accidente de tránsito (Leslie). En su libro Have the Birds Stopped Singing? aborda el estigma de la epilepsia más la habitual desorientación cultural sobre el tema, y su historia paranormal, The Girl Who Knew Tomorrow, trata sobre una joven psíquica que descubre la fama es una bendición a medias. Por su obra Jennifer,  fue galardonada con el Children's Book Award, en 1959.

## Obras publicadas
- Almost April (1956)
- The High White Wall (1957)
- Princess in Denim (1958)
- Jennifer (1959)
- Stranger in the House (1963)
- Ballerina on Skates (1964)
- River at Her Feet (1965)
- Girl in the Mirror (1966)
- Too Bad About the Haines Girl (1967)
- The Girl Who Knew Tomorrow (1970)
- Leslie (1972)
- Why Have the Birds Stopped Singing? (1974)
- Girl in the Shadows (1975)